# Отрішки
Отрі́шки — село в Україні, у Синельниківському районі Дніпропетровської області. Входить до складу Покровської селищної громади. Орган місцевого самоврядування — Покровська селищна рада.
Населення станом на 2001 рік становило 237 осіб.

## Географія
Село Отрішки знаходиться на відстані 1 км від села Водяне. По селу протікає пересихаючий струмок з загатою. Поруч проходить залізниця, станція Платформа 23 км за 1 км.

## Історія
Виникло на початку ХХ століття.
Коли родина Отрішків поселилась біля свого земельного наділу поблизу степової балочки, утворився хутір за прізвищем першого поселенця Отрішка. Таку ж назву отримала і балочка поруч. З часом постало село за назвою хутора.
12 червня 2020 року, відповідно до розпорядження Кабінету Міністрів України № 709-р від «Про визначення адміністративних центрів та затвердження територій територіальних громад Дніпропетровської області», увійшло до складу Покровської селищної громади.
19 липня 2020 року, в результаті адміністративно-територіальної реформи і ліквідації Покровського району, село увійшло до складу новоутвореного Синельниківського району.

## Економіка
- Просянівський каоліновий кар'єр.